# 2268 Шмитовна
2268 Шмитовна (2268 Szmytowna) — астероїд головного поясу, відкритий 6 листопада 1942 року.
Тіссеранів параметр щодо Юпітера — 3,261.